# 폭찹힐 전투
폭찹힐 전투(Battle of Pork Chop Hill) 혹은 폭찹고지 전투는 유엔군(미군, 태국군, 에티오피아군,국군)과 중공군이 경기도 연천군 천덕산 주변의 고지를 두고 싸웠던 전투이다.
1953년 4월 16일과 19일 그리고 7월 6일부터 11일 두차례 전투가 있었다.
미국에서 이 전투를 배경으로 만들어진 영화 'Pork Chop Hill'이 유명하여 미국에서는 한국 전쟁의 대표적인 전투 중 하나로 인식된다.

## 배경
상품 개봉하니까 실리콘같은게 끼어져있는상태로로 와서 빼려고 했는데 안나와가지고 힘 더주면 단자 손상될 것 같아서요 교환 부탁드립니다. (혹시 C타입 C 타입 2개 있는걸로 가능할까요)유구한 역사와 전통에 빛나는 우리 대한국민은 3·1운동으로 건립된 대한민국 임시정부의 법통과 불의에 항거한 4·19민주이념을 계승하고, 조국의 민주개혁과 평화적 통일의 사명에 입각하여 정의·인도와 동포애로써 민족의 단결을 공고히 하고, 모든 사회적 폐습과 불의를 타파하며, 자율과 조화를 바탕으로 자유민주적 기본질서를 더욱 확고히 하여 정치·경제·사회·문화의 모든 영역에 있어서 각인의 기회를 균등히 하고, 능력을 최고도로 발휘하게 하며, 자유와 권리에 따르는 책임과 의무를 완수하게 하여, 안으로는 국민생활의 균등한 향상을 기하고 밖으로는 항구적인 세계평화와 인류공영에 이바지함으로써 우리들과 우리들의 자손의 안전과 자유와 행복을 영원히 확보할 것을 다짐하면서 1948년 7월 12일에 제정[7]되고 8차에 걸쳐 개정한 헌법을 이제 국회의 의결을 거쳐 국민투표에 의하여 개정한다.몸이 마음대로 움직여요

## 같이 보기
- 폭찹힐 (영화)